# Praia Grande (Ilha do Príncipe)
A Praia Grande é uma praia do Arquipélago de São Tomé e Príncipe, localiza-se a Este da ilha do Príncipe entre o promontório denominado Ponta Café e do promontório da Ponta do Pico Negro e a Praia Seca, próxima à foz do Rio Bibi e do povoado Neves Ferreira, frente ao ilhéu Boné de Jóquei.